# Kommeno
Kommeno (griechisch Κομμένο (n. sg.)) ist ein Dorf im gleichnamigen Gemeindebezirk der Gemeinde Nikolaos Skoufas im Westen des griechischen Festlands in der Region Epirus. Kommeno liegt südlich der Stadt Arta östlich der Mündung des Flusses Arachthos in den Golf von Ambrakia. Die Ortsgemeinschaft Kommeno mit insgesamt 769 Einwohnern besteht aus den beiden Dörfern Kommeno mit 626 Einwohnern und Neos Synikismos (Νέος Συνοικισμός) mit 143 Einwohnern.

## Geschichte des Dorfes
Von 1912 bis 2010 bildete Kommeno eine eigenständige Landgemeinde (kinotita), mit der Verwaltungsreform 2010 wurde es mit drei weiteren Gemeinden zur neuen Gemeinde Nikolaos Skoufas zusammengeschlossen, wo es seither einen Gemeindebezirk bildet und den Status einer Ortsgemeinschaft innehat.
In Kommeno wurden am 16. August 1943 von der Wehrmacht 317 Einwohner ermordet. Es handelte sich um 172 Frauen und 145 Männer. 97 der Ermordeten waren jünger als 15 Jahre, 14 älter als 65 Jahre und 13 Personen waren etwa ein Jahr alt. Von 20 Familien überlebte niemand. Etwa 300 Häuser waren niedergebrannt, nur sieben blieben erhalten. Die Aktion der 12. Kompanie des Gebirgs-Jäger-Regiments 98 der 1. Gebirgs-Division unter dem Kommando von Oberleutnant Willibald Röser war nicht wie üblich eine Vergeltungsaktion für einen Guerillaangriff. Anlassgebend war, dass am 14. August 1943 einige Widerstandskämpfer im Dorf Nahrungsmittel eingesammelt hatten und ein Maschinengewehr dabei hatten. Bei diesem Massenmord hatte Major Reinhold Klebe die operative Leitung inne. Weiters daran beteiligt war Oberstleutnant Josef Salminger.
2002 wurde Hermann Frank Meyer zum Ehrenbürger der Gemeinde Kommeno ernannt. Meyer hatte ausführliche Nachforschungen über das Massaker von Kommeno und dessen juristische Aufarbeitung in der Nachkriegszeit angestellt und publiziert.
Seit 2008 findet eine Schlagzeugwerkstatt (Κρουστοπανήγυρις) in und um Kommeno auf Initiative von Nick Touliatos statt. Unter den zahlreichen ausländischen Künstlern hat sich Günter „Baby“ Sommer über viele Jahre engagiert; sein Album „Songs for Kommeno“ wurde u. a. bei den Jazzfestivals Berlin, Zürich, Wien aufgeführt.